# Centrale solaire de Garissa
La Centrale solaire de Garissa (en anglais : Garissa Power Station est une centrale électrique solaire de 55 MW implantée au Kenya.

## Emplacement
La centrale est située dans le comté de Garissa à environ 20 km au nord de la ville de Garissa et à 385 km   au nord-est de Nairobi, la capitale et plus grande ville du pays.

## Aperçu
La ferme solaire s'étend sur 85 ha et se compose de 200 200 panneaux solaires. Sa construction a permis la création de 1 000 emplois. L'énergie produite est suffisante pour l'alimentation électrique d'environ 625 000 foyers.
La centrale appartient à la Kenya Rural Electrification Authority, l'agence gouvernementale qui en assure l'exploitation. L'électricité produite est vendue à Kenya Power and Lighting et injectée dans le réseau national. En février 2018, le Business Daily Africa a annoncé que la mise en service de la centrale est repoussée à décembre 2018. Le parc solaire vend l'électricité à Kenya Power à 5,49 KSh le kilowatt-heure. L'accord d'achat d'électricité, signé en septembre 2016, prévoit que Kenya Power vende de l'électricité de la centrale solaire à 12 KSh (0,12 $ US) par kilowatt-heure, environ 8 KSh moins cher que celle produite avec du gazole.

## Calendrier de construction, coûts et financement
China Jiangxi, une entreprise de construction chinoise, a obtenu le contrat de construction au coût budgété de 13,7 milliards de shillings (135,7 millions de dollars), emprunté à Exim Bank of China. La construction devait commencer au quatrième trimestre de 2016 et durer un an. En raison de longues négociations concertant un accord d'achat d'électricité avec Kenya Power and Lighting, la construction de la centrale a pris du retard. En février 2018, la mise en service de la centrale est programmée pour décembre 2018. En août 2018, The EastAfrican informe que la date de mise en service est avancée à septembre 2018. La centrale solaire est officiellement mise en service par le président Uhuru Kenyatta le 13 décembre 2019.